# Đội tuyển bóng đá trong nhà quốc gia Thổ Nhĩ Kỳ
Đội tuyển bóng đá trong nhà quốc gia Thổ Nhĩ Kỳ đại diện Thổ Nhĩ Kỳ tại các giải đấu bóng đá trong nhà (futsal) quốc tế,do Hiệp hội bóng đá Thỏ Nhĩ Kỳ điều hành.
Các cầu thủ đầu tiên khi thành lập: Ümit Davala, Hüseyin Yıldız, Gökhan Karagöz, Murat Düzgün, İlhami Kodalcı, Yasin Erdal, Kemal Eryiğit, Kemal Gezer ,Okan Soykan ,Abdullah İçel Ecaussine ,Cemil Hacıkerimoğlu, Eser Erdağlı

## Giải đấu

### Giải vô địch thế giới
| FIFA Futsal World Cup  | FIFA Futsal World Cup | FIFA Futsal World Cup | FIFA Futsal World Cup | FIFA Futsal World Cup | FIFA Futsal World Cup | FIFA Futsal World Cup | FIFA Futsal World Cup |
| Year                   | Round                 | Match                 | W                     | D                     | L                     | GF                    | GA                    |
| ---------------------- | --------------------- | --------------------- | --------------------- | --------------------- | --------------------- | --------------------- | --------------------- |
| Hà Lan 1989            | Không tham dự         | Không tham dự         | Không tham dự         | Không tham dự         | Không tham dự         | Không tham dự         | Không tham dự         |
| Hồng Kông 1992         | Không tham dự         | Không tham dự         | Không tham dự         | Không tham dự         | Không tham dự         | Không tham dự         | Không tham dự         |
| Tây Ban Nha 1996       | Không tham dự         | Không tham dự         | Không tham dự         | Không tham dự         | Không tham dự         | Không tham dự         | Không tham dự         |
| Guatemala 2000         | Không tham dự         | Không tham dự         | Không tham dự         | Không tham dự         | Không tham dự         | Không tham dự         | Không tham dự         |
| Đài Bắc Trung Hoa 2004 | Không tham dự         | Không tham dự         | Không tham dự         | Không tham dự         | Không tham dự         | Không tham dự         | Không tham dự         |
| Brasil 2008            |                       |                       |                       |                       |                       |                       |                       |
| Thái Lan 2012          |                       |                       |                       |                       |                       |                       |                       |
| Colombia 2016          |                       |                       |                       |                       |                       |                       |                       |
| Litva 2020             |                       |                       |                       |                       |                       |                       |                       |
| 2024                   |                       |                       |                       |                       |                       |                       |                       |
| Total                  | 0/10                  | 0                     | 0                     | 0                     | 0                     | 0                     | 0                     |

## Đội hình
Cập nhật ngày 10 tháng 2 năm 2022.
- Erkan Çınar (Kuştepe Spor)
- Emre Deniz (Erdemli Limon Spor)
- Emir Kağan Kadalı (Bursa Zafer Spor)
- Adem Ağaoğlu (Of Spor)
- Görkem Yiğit Bayram (Gençlerbirliği)
- Muhammed Fatih Ardıç (Adanaspor A.Ş)
- Mehmet Yiğit (Bilecik Spor)
- Koraycan Akbaş (Galatasaray A.Ş.)
- Muhammed Yusuf Aygün (Kuştepe Spor)
- Yusuf Yüzgeç (Adana Demirspor)
- Kamilcan Akparlak (Elbistan Spor)
- Orhan Erden (Gazi Üniversitesi SK)
- Talha Can Vardar (Kayaşehir Spor)
- Emirhan Adak (Modafen FK)
- Mustafa Gürkan Varlık (Büyükşehir Belediye Erzurum Spor)
- Melih Kaan Özkul (Beytepe Mete Spor)
- Samet Ekrem Düzlüoğlu (Demirlibahçe SK)
- Tolga Çakır (FC Uzwil)
- Bilal Budak (Ankara Keçiörengücü)
- Furkan Eliaçık (Ankaraspor)
- Kaan Korkmaz (Trabzonspor A.Ş)
- Güney Yılmaz (Büyükşehir Belediye Erzurum Spor)
- Adem Küçükkartal (Orebro Futsal)